# Chinetosfera
La chinetosfera è in ergonomia lo spazio delle "prensioni" possibili attorno all'uomo e viene rappresentato idealmente come un involucro sferico. Questo spazio di lavoro deve essere progettato in modo tale da consentire la massima efficienza e la massima economia dei movimenti. Lo studio della chinetosfera è utile per lo sviluppo sia dell'ergonomia degli oggetti sia dell'accessibilità all'uso degli stessi da parte dei diversamente abili.